# Vật liệu chuyển pha

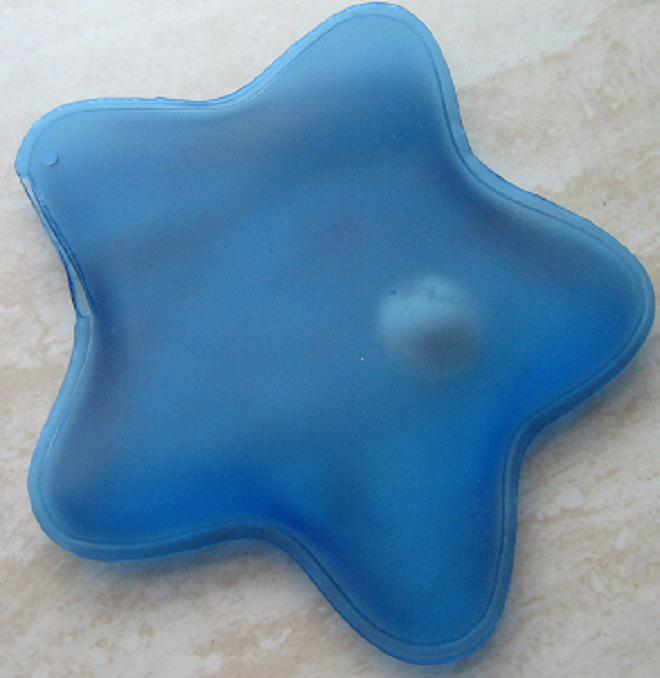
Một túi giữ ấm natri axêtat.

Vật liệu chuyển pha là vật liệu có nhiệt nóng chảy cao, nóng chảy và đông cứng xung quanh một nhiệt độ ổn định, có khả năng thu nhận hoặc giải phóng nhiệt lượng lớn. Khi vật liệu đông cứng, nó tỏa nhiệt, khi vật liệu nóng chảy, nó thu nhiệt. Vật liệu này đóng vai trò bộ phận dự trữ nhiệt, giúp ổn định nhiệt độ cho các hệ thống sử dụng chúng.

## Tính chất
Dự trữ nhiệt năng thông qua chuyển pha có thể được thực hiện khi chuyển trạng thái rắn-rắn, rắn-lỏng (hiện tượng nóng chảy), rắn-khí (hiện tượng thăng hoa), khí-lỏng (hiện tượng bay hơi). Tuy nhiên chuyển pha khí-lỏng hay rắn-khí gây ra thay đổi thể tích lớn, còn chuyển pha rắn-rắn dự trữ ít nhiệt; dẫn đến chuyển pha rắn-lỏng được sử dụng nhiều trong các ứng dụng ổn nhiệt.
Trong hiện tượng nóng chảy, khi nhiệt độ của vật liệu nhỏ hơn nhiệt độ nóng chảy, nó ở trạng thái rắn. Cung cấp nhiệt cho vật liệu, nhiệt độ cửa nó tăng lên cho tới khi nó bắt đầu nóng chảy. Nhiệt độ của vật liệu giữ nguyên ở nhiệt độ nóng chảy, dù có cấp thêm nhiệt lượng, chừng nào vật liệu chưa tan chảy hết. Đây chính là tính chất giúp ổn nhiệt của vật liệu. Khi vật liệu tan chảy hết, nhiệt độ nó lại tiếp tục tăng khi cấp nhiệt lượng.
Ngược lại, khi nhiệt độ trong môi trường xung quanh giảm thấp; vật liệu tỏa nhiệt ra môi trường và bắt đầu đông cứng. Nhiệt độ của vật liệu sẽ giữ nguyên ở nhiệt độ nóng chảy, chừng nào nó chưa đông cứng hết.
Có một dải rộng các vật liệu chuyển pha có nhiệt độ nóng chảy trong khoảng từ -5 tới 190 oC , phục vụ cho các ứng dụng ổn nhiệt khác nhau. Với ứng dụng điều hòa nhiệt độ phù hợp cho sinh hoạt của con người, tầm 20° to 30 °C, một số vật liệu đã được phát triển, chứa từ 5 đến 14 nhiệt lượng trên mỗi đơn vị thể tích hơn các vật liệu thông thường như nước, đá.

## Một số vật liệu
Các muối hyđrát, axít béo và este (CH3(CH2)2nCOOH), và một số loại sáp nến (CnH2n+2) được dùng trong xây dựng. Một số chất lỏng iôn hóa cũng được nghiên cứu. Đa số các vật liệu này khi sử dụng cần được bọc bên ngoài bằng các túi đựng hoặc các vật liệu chống đỡ khác.
| Vật liệu                        | Hữu cơ | Điểm nóng chảy oC | Nhiệt nóng chảy kJ·kg−1 | Nhiệt nóng chảy MJ·m−3 | cp rắn kJ·kg−1·K−1 | cp lỏng kJ·kg−1·K−1 | ρ rắn kg·m−3 | ρ lỏng kg·m−3 | k rắn W·m−1·K−1 | C rắn kJ·m−3·K−1 | C lỏng kJ·m−3·K−1 | e rắn J·m−2·K−1·s−1/2 | Chi phí USD·kg−1 |
| ------------------------------- | ------ | ----------------- | ----------------------- | ---------------------- | ------------------ | ------------------- | ------------ | ------------- | --------------- | ---------------- | ----------------- | --------------------- | ---------------- |
| Nước                            | Không  | 0                 | 333,6                   | 319,8                  | 2,05               | 4,186               | 917          | 1.000         | 1.6-2.22        | 1.880            | 4.186             | 1.890                 | 0,003125         |
| Axít lauric                     | Có     | 44,2              | 211,6                   | 197,7                  | 1,76               | 2,27                | 1.007        | 862           | ?               | 1.772            | 1.957             | ?                     | 0,1              |
| TME(63%w/w)+H2O(37%w/w)         | Có     | 29,8              | 218,0                   | 240,9                  | 2,75               | 3,58                | 1.120        | 1.090         | ?               | 3.080            | 3.902             | ?                     | ?                |
| Mn(NO3)2·6H2O+MnCl2·4H2O(4%w/w) | Không  | 15 - 25           | 125,9                   | 221,8                  | 2,34               | 2,78                | 1.795        | 1.728         | ?               | 4.200            | 4.804             | ?                     | ?                |
| Na2SiO3·5H2O(ngậm 5 nước)       | Không  | 48                | 267,0                   | 364,5                  | 3,83               | 4,57                | 1.450        | 1.280         | .103−.128       | 5.554            | 5.850             | 801                   | 8,04             |
| Nhôm                            | Không  | 660,32            | 396,9                   | 1,007,2                | 0,8969             | ?                   | 2.700        | 2.375         | 237             | 2.422            | ?                 | 23.960                | 2,04626          |
| Đồng                            | Không  | 1.084,62          | 208,7                   | 1,769,5                | 0,3846             | ?                   | 8.940        | 8.020         | 401             | 3.438            | ?                 | 37.130                | 6,81256          |
| Vàng                            | Không  | 1.064,18          | 63,72                   | 1,166,3                | 0,129              | ?                   | 19.300       | 17.310        | 318             | 2.491            | ?                 | 28.140                | 34.297,8         |
| Sắt                             | Không  | 1.538             | 247,3                   | 1,836,6                | 0,4495             | ?                   | 7.874        | 6.980         | 80,4            | 3.539            | ?                 | 16.870                | 0,3248           |
| Chì                             | Không  | 327,46            | 23,02                   | 253,2                  | 0,1286             | ?                   | 11.340       | 10.660        | 35,3            | 1.459            | ?                 | 7.180                 | 2,1151           |
| Lithi                           | Không  | 180,54            | 432,2                   | 226,0                  | 3,5816             | ?                   | 534          | 512           | 84,8            | 1.913            | ?                 | 12.740                | 62,2164          |
| Bạc                             | Không  | 961,78            | 104,6                   | 1,035,8                | 0,235              | ?                   | 10.490       | 9.320         | 429             | 2.465            | ?                 | 32.520                | 492,524          |
| Titan                           | Không  | 1.668             | 295,6                   | 1,273,5                | 0,5235             | ?                   | 4.506        | 4.110         | 21,9            | 2.359            | ?                 | 7.190                 | 8,0469           |
| Thiếc                           | Không  | 419,53            | 112,0                   | 767,5                  | 0,3896             | ?                   | 7.140        | 6.570         | 116             | 2.782            | ?                 | 17.960                | 2,15735          |

## Công nghệ
Công nghệ bọc giữ các vật liệu chuyển pha bao gồm:
- Bọc vĩ mô: vật liệu được bọc trong các túi đựng (như hình cầu, hình trụ). Công nghệ này có nhược điểm là độ dẫn nhiệt thấp, và các vật liệu có xu hướng đông cứng ở rìa gần vỏ bọc, giảm đáng kể tính dẫn nhiệt của hệ thống.
- Bọc vi mô: trong công nghệ này, vật liệu chống đỡ truyền thống, như bê tông trong vật liệu xây dựng, có những lỗ rỗng nhỏ, chứa đầy các vật liệu chuyển pha. Các hạt vật liệu chuyển pha cũng có thể được phủ lên lớp bảo vệ mỏng và thả vào chất lỏng như nước.
- Bọc phân tử: là công nghệ phát triển bởi Dupont de Nemours cho phép ngấm vật liệu chuyển pha ở mật độ cao lên các polyme. Nhiệt lượng dự trữ có thể tới 515 kJ/m2 cho những miếng dày 5 mm (103 MJ/m³). Phương pháp này cho phép việc khoan cắt không làm rò rỉ vật liệu chuyển pha.

Một số hệ thống sử dụng vật liệu composit chuyển pha, có thể là lưới kim loại nhúng trong sáp nến; trong đó lưới kim loại đem lại tính dẫn nhiệt và chịu lực mong muốn, còn sáp nến đem lại khả năng ổn nhiệt.